# Frederick Elmes
Frederick Elmes (ur.  4 listopada 1946 w Mountain Lake) – amerykański operator filmowy, znany ze swoich związków z niezależnym ruchem filmowym.
Studiował w Rochester Institute of Technology oraz na New York University. Kilkakrotnie pracował z Jimem Jarmuschem, a także z Timem Hunterem. Przez wiele lat był współpracownikiem Davida Lyncha.
Za zdjęcia do filmu Blue Velvet otrzymał kilka wyróżnień, zaś za Dzikość serca pierwszą nagrodę Independent Spirit Awards.